# Wellersen
Wellersen ist ein zur Stadt Dassel gehörendes Dorf im Landkreis Northeim.

## Geographie
Wellersen liegt an der Dieße. Der Ort liegt am Nordrand der Ahlsburg (Höhenzug) am Westrand des Leinegrabens. Am Ortsrand liegt eine Verwerfung von Liaskalk oberflächennah, so dass hier Ammoniten gefunden worden sind.

## Geschichte
Der Ort wurde als Wolderikessen in der Verkaufsurkunde von 1310 des letzten Grafen von Dassel, Simon, erstmals urkundlich erwähnt und war somit bis dahin Teil der Grafschaft Dassel. Nach der Hildesheimer Stiftsfehde geriet der Ort an das Fürstentum Grubenhagen als dessen westlichster Teil. Das zentrale Gutshaus des Ortes wechselte im 17. Jahrhundert mehrfach den Besitzer und wurde 1639 von einem Zweig derer von Dassel gekauft. Zu dieser Zeit befand sich eine Gipsmühle in Wellersen. Das Gutshaus wechselte auch im 18. Jahrhundert wiederholt den Besitzer und kam 1772 erneut an einen später erloschenen Zweig derer von Dassel. Dann kam es noch zu weiteren Wechseln von Pächtern und Besitzern, unter anderen die Herren von Bortfeld und an Carl Nahl, der für seinen Großvater Johann August Nahl ein von seinem Vater Samuel geschaffenes Grabdenkmal am Gutshaus aufstellte. Im 20. Jahrhundert wurde das schlossartig ausgebaute Gutshaus abgerissen; sein Portal wird heute in der Ortsmitte präsentiert.
Wellersen wurde am 1. März 1974 in die Stadt Dassel eingegliedert.

## Politik

### Ortsrat
Wellersen bildet mit Hoppensen einen gemeinsamen neunköpfigen Ortsrat, der seit der Kommunalwahl 2021 ausschließlich von Mitgliedern der „Wählergemeinschaft Hoppensen/Wellersen“ besetzt ist. Die Wahlbeteiligung lag bei 81,49 Prozent.

### Ortsbürgermeister
Ortsbürgermeister ist Helmut Dörger, stellvertretender Ortsbürgermeister ist Ludolf von Dassel. Die aktuelle Wahlperiode läuft vom 1. November 2016 bis 31. Oktober 2021.

## Kirche

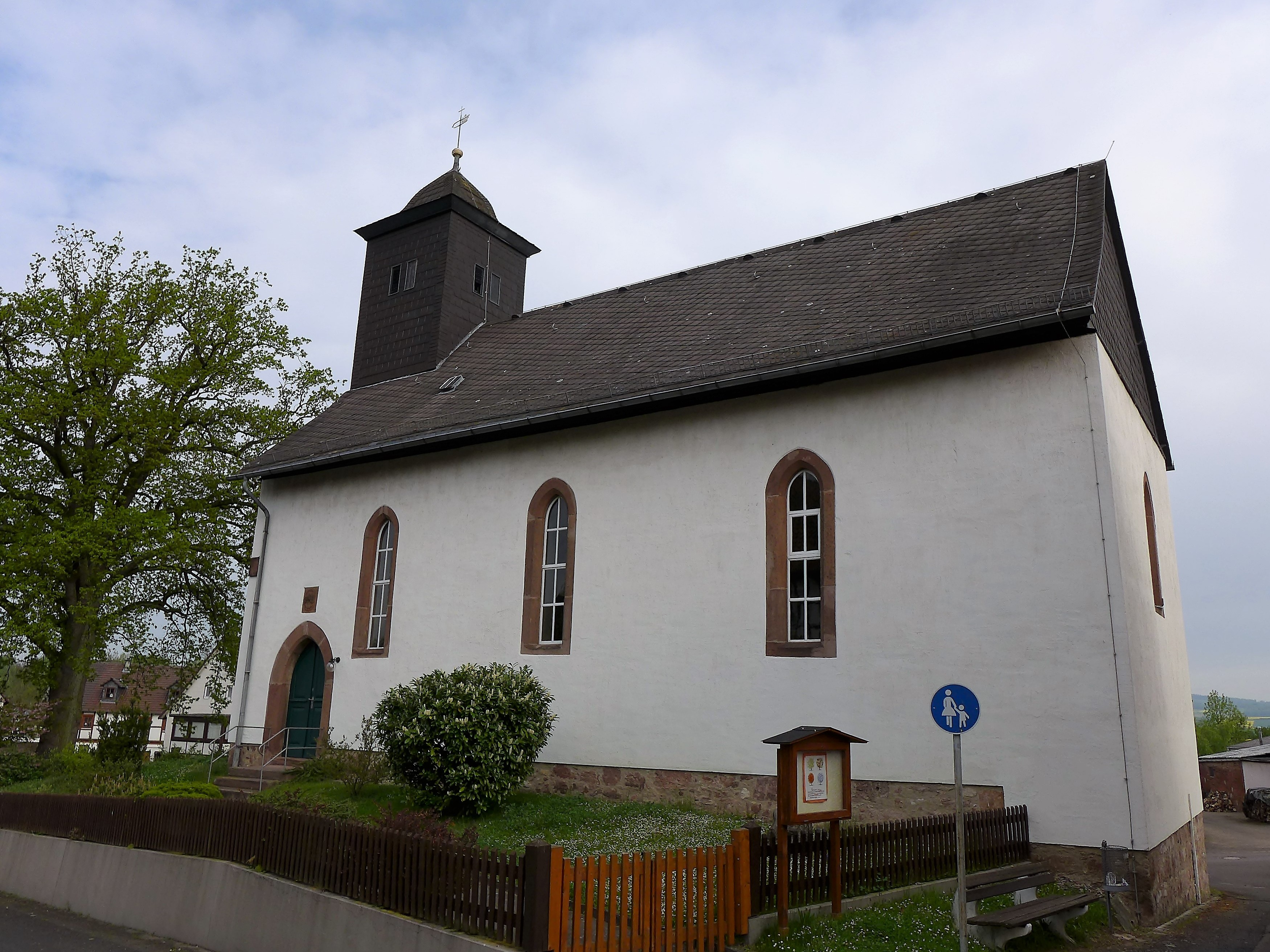
Kirche Wellersen

Die Kirche wurde 1664 erbaut. Sie hat einen Dachreiter. Die 1972 eingebaute Orgel dieser Kirche war ursprünglich 1864 mit Unterstützung von Georg V. für Avendshausen angeschafft worden.